# Чимила (Рагуза)
Чимила је насеље у Италији у округу Рагуза, региону Сицилија.
Према процени из 2011. у насељу је живело 228 становника. Насеље се налази на надморској висини од 571 м.